# Gemen
Gemen ist ein Stadtteil von Borken im gleichnamigen Kreis. Dem Stadtteil werden seit der Eingemeindung 1969 die beiden ehemaligen Gemeinden Stadt Gemen und Kirchspiel Gemen, letzteres bestehend aus den Bauerschaften Gemenkrückling und  Gemenwirthe, des Altkreises Borken zugerechnet. Gemen hat jedoch nie Stadtrechte besessen; der Titel „Stadt“ diente lediglich der Unterscheidung vom Kirchspiel. Anfang 2016 hatte Gemen 8188 Einwohner, davon entfielen 170 auf Gemenkrückling und 425 auf Gemenwirthe. Überörtlich bekannt ist Gemen vor allem durch die Burg Gemen, die Stammsitz der Herren von Gemen in der gleichnamigen Herrschaft war.

## Wappen
| | Blasonierung: „In Gold (Gelb) ein rotbewehrter schwarzer Doppeladler mit aufgelegtem goldenen (gelben) Herzschild, darin ein roter Balken mit drei silbernen (weißen) Pfählen.“ |
| Wappenbegründung: Das am 25. Juli 1963 vom nordrhein-westfälischen Innenminister verliehene Wappen geht auf ein seit Anfang des 18. Jahrhunderts belegtes Siegel der kaiserlichen Reichsfreiheit Gemen zurück. Der Doppeladler ist das Symbol für die alte Reichsfreiheit der im Wesentlichen auf den Ort Gemen beschränkten gleichnamigen Herrschaft. Der mit den Pfählen belegte Balkenschild der Herren von Gemen ist auch im letzten Feld des bis 1975 geltenden alten Wappen des Landkreises Borken zu sehen. | |

## Geographie
Der Ortskern um die Burg Gemen ist bereits mit den urbanen Randbereichen Borkens verwachsen. In ca. 1 km Entfernung liegt in südwestlicher Richtung der Borkener Stadtkern. Die beiden zu Gemen gehörenden Bauerschaften Gemenkrückling und Gemenwirthe, die durch das Waldstück Sternbusch getrennt sind, liegen im Nordosten bzw. Nordwesten des Ortes. Im Süden schließt sich das Industriegebiet Borken Ost an.
Nachbarorte
Die ehemalige Gemeinde Stadt Gemen (mit Kirchspiel Gemen)  hatte folgende Nachbarorte:
| Burlo (zu Borken)        | Weseke (zu Borken)     | Nordvelen (zu Velen) |
| Borkenwirthe (zu Borken) | Kompass                | Ramsdorf (zu Velen)  |
| Borken                   | Brakenberg (zu Borken) | Heiden               |

## Geschichte
Am 1. Juli 1969 wurden die beiden Gemeinden Stadt Gemen und Kirchspiel Gemen in die Kreisstadt Borken eingegliedert.

## Persönlichkeiten
- Mit Gemen verbunden ist der ostfriesische nationalsozialistische Pfarrer Heinrich Ludwig Albrecht Meyer (1901–1979). Während seine Heimatkirche, die Evangelisch-lutherische Landeskirche Hannovers, sich gegen die Wiederaufnahme Meyers in kirchlichen Dienst entschied, nahm ihn die Evangelische Kirche von Westfalen wieder auf und setzte ihn 1961 auf die Pfarrstelle Gemen.